# Promozione 1968-1969
Nella stagione 1968-1969 la Promozione era il quinto livello del calcio italiano. Il campionato è strutturato su vari gironi all'italiana su base regionale.
In questa stagione solo in Piemonte, Lombardia, Liguria, Toscana, Lazio, Campania e Sardegna fu giocato il campionato di Promozione. Nelle altre regioni nella stessa stagione fu giocato il campionato di Prima Categoria.

## Campionati
Promozione
- Promozione Campania 1968-1969
- Promozione Lazio 1968-1969
- Promozione Liguria 1968-1969
- Promozione Lombardia 1968-1969
- Promozione Piemonte-Valle d'Aosta 1968-1969
- Promozione Toscana 1968-1969

Prima Categoria
- Prima Categoria Abruzzo 1968-1969
- Prima Categoria Basilicata 1968-1969
- Prima Categoria Calabria 1968-1969
- Prima Categoria Emilia-Romagna 1968-1969
- Prima Categoria Friuli-Venezia Giulia 1968-1969
- Prima Categoria Marche 1968-1969
- Prima Categoria Puglia 1968-1969
- Prima Categoria Sardegna 1968-1969
- Prima Categoria Sicilia 1968-1969
- Prima Categoria Trentino-Alto Adige 1968-1969
- Prima Categoria Umbria 1968-1969
- Prima Categoria Veneto 1968-1969

## Veneto
Il C.R. Veneto inaugurò il campionato di Promozione nella stagione 1970-1971.

## Friuli-Venezia Giulia
In Friuli furono disputati 2 gironi di campionato di Prima Categoria quale qualificazione al nuovo campionato di Promozione 1969-1970.

## Trentino-Alto Adige
In Trentino-Alto Adige il primo campionato di Promozione fu disputato nella stagione 1974-1975.

## Emilia-Romagna
Il C.R. Emiliano inaugurò il campionato di Promozione nella stagione 1970-1971.

## Toscana

### Girone unico

#### Squadre partecipanti
| Club                     | Città                        |
| ------------------------ | ---------------------------- |
| A.S. Barberino           | Barberino di Mugello (FI)    |
| S.S. Castelfiorentino    | Castelfiorentino (FI)        |
| U.S. Castelnuovo         | Castelnuovo Garfagnana (LU)  |
| A.C. Cuoiopelli          | Santa Croce sull'Arno (PI)   |
| U.S. Forte dei Marmi     | Forte dei Marmi (LU)         |
| U.S. Fucecchio           | Fucecchio (FI)               |
| A.C. Impruneta           | Tavarnuzze di Impruneta (FI) |
| U.S. Libertas            | Tavarnelle Val di Pesa (FI)  |
| A.C. Mobilieri           | Ponsacco (PI)                |
| U.S. Monsummanese        | Monsummano Terme (PT)        |
| U.S. Orbetello           | Orbetello (GR)               |
| A.C. Prato Ovest         | Iolo di Prato (FI)           |
| A.C. Rondinella Marzocco | Firenze                      |
| A.S. San Miniato         | San Miniato (PI)             |
| A.S. Venturina           | Venturina (LI)               |
| U.S. Versilia Marmi      | Querceta (LU)                |

### Classifica finale
|  | Pos. | Squadra             | Pt | G  | V  | N  | P  | GF | GS | DR  |
|  | ---- | ------------------- | -- | -- | -- | -- | -- | -- | -- | --- |
|  | 1.   | Rondinella Marzocco | 42 | 30 | 16 | 10 | 4  | 38 | 24 | +14 |
|  | 2.   | Barberino           | 37 | 30 | 14 | 9  | 7  | 38 | 24 | +14 |
|  | 3.   | Castelfiorentino    | 37 | 30 | 13 | 11 | 6  | 32 | 22 | +10 |
|  | 4.   | Forte dei Marmi     | 36 | 30 | 13 | 10 | 7  | 39 | 18 | +21 |
|  | 5.   | Libertas            | 34 | 30 | 14 | 6  | 10 | 46 | 31 | +15 |
|  | 6.   | Monsummanese        | 34 | 30 | 12 | 10 | 8  | 36 | 35 | +1  |
|  | 7.   | Orbetello           | 33 | 30 | 12 | 9  | 9  | 44 | 34 | +10 |
|  | 8.   | Cuoiopelli (-3)     | 32 | 30 | 13 | 9  | 8  | 34 | 39 | -5  |
|  | 9.   | San Miniato         | 31 | 30 | 10 | 11 | 9  | 24 | 27 | -3  |
|  | 10.  | Castelnuovo         | 30 | 30 | 9  | 12 | 9  | 30 | 30 | 0   |
|  | 11.  | Impruneta           | 30 | 30 | 11 | 8  | 11 | 38 | 37 | +1  |
|  | 12.  | Versilia Marmi      | 29 | 30 | 10 | 9  | 11 | 26 | 23 | +3  |
|  | 13.  | Prato Ovest (-2)    | 28 | 30 | 11 | 8  | 11 | 24 | 23 | +1  |
|  | 14.  | Venturina           | 18 | 30 | 4  | 10 | 16 | 18 | 42 | -24 |
|  | 15.  | Ponsacco            | 13 | 30 | 3  | 7  | 20 | 26 | 46 | -20 |
|  | 16.  | Fucecchio           | 11 | 30 | 3  | 5  | 22 | 11 | 49 | -38 |

Legenda:
      Promosso in Serie D 1969-1970.
      Retrocesso in  Prima Categoria 1969-1970.
Regolamento:
Due punti a vittoria, uno a pareggio, zero a sconfitta.
Note:
Prato Ovest ha scontato 2 punti di penalizzazione in classifica per due rinunce.
Cuoiopelli ha scontato 3 punti di penalizzazione in classifica per tre rinunce.

## Marche
Nelle Marche furono disputati 2 gironi di campionato di Prima Categoria quale qualificazione al nuovo campionato di Promozione 1969-1970.

## Lazio

### Girone A

#### Squadre partecipanti
| Club                 | Città              |
| -------------------- | ------------------ |
| S.S. A.L.M.A.S.      | Roma               |
| G.C. A.T.A.C.        | Roma               |
| U.S. Allumiere       | Allumiere (RM)     |
| A.S. Astrea          | Roma               |
| Pol. Bolsena         | Bolsena (VT)       |
| F.B.C. Ennio Mancini | Civitavecchia (RM) |
| Pol. Fregene         | Fregene (RM)       |
| La Gioia Sud         | Fiumicino (RM)     |
| U.S. Ladispoli       | Ladispoli (RM)     |
| A.S. Montefiascone   | Montefiascone (VT) |
| A.S. O.M.I.          | Roma               |
| A.S. Pro Tivoli      | Tivoli (RM)        |
| S.S. Rieti           | Rieti              |
| G.S. S.T.E.F.E.R.    | Roma               |
| S.S. Tivoli          | Tivoli (RM)        |
| U.S. Tor di Quinto   | Roma               |

#### Classifica finale
|  | Pos. | Squadra       | Pt  | G   | V   | N   | P   | GF  | GS    | DR  |
|  | ---- | ------------- | --- | --- | --- | --- | --- | --- | ----- | --- |
|  | 1.   | ALMAS         | 47  | 30  | 19  | 9   | 2   | 45  | 11    | +34 |
|  | 2.   | Bolsena       | 42  | 30  | 17  | 8   | 5   | 44  | 19    | +25 |
|  | 3.   | ATAC          | 38  | 30  | 13  | 12  | 5   | 43  | 31    | +12 |
|  | 4.   | STEFER Roma   | 37  | 30  | 12  | 13  | 5   | 39  | 32    | +7  |
|  | 5.   | Rieti         | 31  | 30  | 11  | 9   | 10  | 30  | 27    | +3  |
|  | 6.   | Astrea        | 30  | 30  | 12  | 6   | 12  | 31  | 29    | +2  |
|  | 7.   | Ennio Mancini | 29  | 30  | 9   | 11  | 10  | 33  | 33    | 0   |
|  | 8.   | Ladispoli     | 28  | 30  | 7   | 14  | 9   | 30  | 31    | -1  |
|  | 9.   | La Gioia Sud  | 28  | 30  | 8   | 12  | 10  | 30  | 31    | -1  |
|  | 10.  | Tor di Quinto | 27  | 30  | 10  | 7   | 13  | 38  | 38    | 0   |
|  | 11.  | Montefiascone | 27  | 30  | 10  | 7   | 13  | 27  | 43    | -16 |
|  | 12.  | Fregene       | 26  | 30  | 9   | 8   | 13  | 28  | 29    | -1  |
|  | 13.  | Allumiere     | 26  | 30  | 8   | 10  | 12  | 25  | 37    | -12 |
|  | 14.  | OMI Roma      | 25  | 30  | 5   | 15  | 10  | 19  | 26    | -7  |
|  | 15.  | Pro Tivoli    | 24  | 30  | 6   | 12  | 12  | 29  | 48    | -19 |
|  | 16.  | Tivoli        | 15  | 30  | 4   | 7   | 19  | 23  | 55    | -32 |
|  |      |               | 480 | 480 | 160 | 160 | 160 | 514 | 520 ? | 0   |

Legenda:
      Promosso in Serie D 1969-1970.
      Retrocesso in  Prima Categoria 1969-1970.
  Retrocesso e in seguito riammesso.
Regolamento:
Due punti a vittoria, uno a pareggio, zero a sconfitta.

### Girone B

#### Squadre partecipanti
| Club                   | Città                   |
| ---------------------- | ----------------------- |
| A.C. Anitrella         | Anitrella (FR)          |
| G.A. B.P.D. Colleferro | Colleferro (RM)         |
| A.S. Cynthia           | Genzano di Roma (RM)    |
| A.S. Frascati          | Frascati (RM)           |
| F.C. Fondi             | Fondi (LT)              |
| Pol. Gaeta             | Gaeta (LT)              |
| A.S. Isola Liri        | Isola Liri (FR)         |
| U.C. Nettuno           | Nettuno (RM)            |
| U.S. Palestrina        | Palestrina (RM)         |
| S.S. Pro Cisterna      | Cisterna di Latina (LT) |
| U.S. Scauri            | Scauri di Minturno (LT) |
| A.S. Sezze             | Sezze (LT)              |
| A.S. Valmontone        | Valmontone (RM)         |
| V.J.S. Velletri        | Velletri (RM)           |
| U.S. Virtus Pomezia    | Pomezia (RM)            |
| S.S. Vivace            | Grottaferrata (RM)      |

#### Classifica finale
|  | Pos. | Squadra        | Pt  | G   | V   | N   | P   | GF  | GS  | DR  |
|  | ---- | -------------- | --- | --- | --- | --- | --- | --- | --- | --- |
|  | 1.   | VJS Velletri   | 40  | 30  | 13  | 14  | 3   | 39  | 18  | +21 |
|  | 2.   | Vivace         | 39  | 30  | 14  | 11  | 5   | 37  | 22  | +15 |
|  | 3.   | Frascati       | 38  | 30  | 13  | 12  | 5   | 36  | 14  | +22 |
|  | 4.   | Valmontone     | 37  | 30  | 14  | 9   | 7   | 36  | 17  | +19 |
|  | 5.   | Sezze          | 35  | 30  | 15  | 5   | 10  | 29  | 22  | +7  |
|  | 6.   | Palestrina     | 33  | 30  | 13  | 7   | 10  | 37  | 29  | +8  |
|  | 7.   | Nettuno        | 33  | 30  | 10  | 13  | 7   | 32  | 30  | +2  |
|  | 8.   | Cynthia        | 29  | 30  | 9   | 11  | 10  | 23  | 31  | -8  |
|  | 9.   | Gaeta          | 27  | 30  | 8   | 11  | 11  | 24  | 28  | -4  |
|  | 10.  | BPD Colleferro | 27  | 30  | 9   | 9   | 12  | 26  | 33  | -7  |
|  | 11.  | Virtus Pomezia | 27  | 30  | 8   | 11  | 11  | 20  | 26  | -6  |
|  | 12.  | Pro Cisterna   | 25  | 30  | 9   | 7   | 14  | 23  | 26  | -3  |
|  | 13.  | Isola Liri     | 25  | 30  | 7   | 11  | 12  | 30  | 41  | -11 |
|  | 14.  | Fondi          | 24  | 30  | 6   | 12  | 12  | 21  | 35  | -14 |
|  | 15.  | Scauri         | 23  | 30  | 8   | 7   | 15  | 34  | 46  | -12 |
|  | 16.  | Anitrella      | 18  | 30  | 5   | 8   | 17  | 28  | 56  | -28 |
|  |      |                | 480 | 480 | 161 | 158 | 161 | 475 | 474 | 0   |

Legenda:
      Promosso in Serie D 1969-1970.
      Retrocesso in  Prima Categoria 1969-1970.
Regolamento:
Due punti a vittoria, uno a pareggio, zero a sconfitta.

## Umbria
Il C.R. Umbro inaugurò il campionato di Promozione nella stagione 1976-1977.

## Molise
Dalla stagione 1952-195 le squadre molisane erano aggregate al Comitato Regionale Campano.

Con la creazione del Comitato Provinciale di Campobasso (1952), le squadre molisane nuove affiliate si iscrivevano al campionato provinciale (dal 1959-1960 = Terza Categoria) e agli altri campionati campani di Promozione, Prima e Seconda Categoria.

## Abruzzo
Si disputa il campionato di Prima Categoria: vedere Prima Categoria Abruzzo. Il primo campionato di Promozione fu disputato nella stagione 1970-1971.

## Campania

### Girone A

#### Squadre partecipanti
| Club                 | Città                         |
| -------------------- | ----------------------------- |
| U.S. Aenaria         | Lacco Ameno (NA)              |
| S.P. Afragolese      | Afragola (NA)                 |
| A.S. Alba XXIII      | Pozzuoli (NA)                 |
| U.S. Arzanese        | Arzano (NA)                   |
| S.P. Barrese         | Napoli-Barra                  |
| S.S. Giugliano       | Giugliano in Campania (NA)    |
| A.C. Ilva Bagnolese  | Napoli-Bagnoli                |
| A.C. Interfrattese   | Frattamaggiore (NA)           |
| U.S. Juve-Gladiator  | Santa Maria Capua Vetere (CE) |
| A.C. Juve S.A.F.F.A. | Napoli                        |
| S.C. Juvenes         | Campobasso                    |
| A.S. Posillipo       | Napoli                        |
| A.S. Quarto          | Quarto (NA)                   |
| Pol. Sanfeliciana    | San Felice a Cancello (CE)    |
| U.S. Sant'Agata      | Sant'Agata de' Goti (BN)      |
| U.P. Sibilla Juve    | Bacoli (NA)                   |

#### Classifica finale
|  | Pos. | Squadra           | Pt | G  | V  | N  | P  | GF | GS  | DR  |
|  | ---- | ----------------- | -- | -- | -- | -- | -- | -- | --- | --- |
|  | 1.   | Sant'Agata        | 48 | 30 | 22 | 4  | 4  | 58 | 20  | +38 |
|  | 2.   | Barrese           | 45 | 30 | 17 | 11 | 2  | 48 | 10  | +38 |
|  | 3.   | Interfrattese     | 44 | 30 | 19 | 6  | 5  | 63 | 24  | +39 |
|  | 4.   | Alba XXIII        | 43 | 30 | 18 | 7  | 6  | 59 | 23  | +36 |
|  | 5.   | Afragolese        | 37 | 30 | 14 | 9  | 7  | 42 | 24  | +18 |
|  | 6.   | Aenaria           | 35 | 30 | 13 | 8  | 9  | 56 | 32  | +24 |
|  | 7.   | Juve-Gladiator    | 33 | 30 | 11 | 11 | 8  | 39 | 31  | +8  |
|  | 8.   | Posillipo         | 29 | 30 | 10 | 9  | 11 | 23 | 38  | -15 |
|  | 9.   | Arzanese          | 28 | 29 | 8  | 12 | 9  | 33 | 35  | -2  |
|  | 10.  | Juve S.A.F.F.A.   | 27 | 30 | 8  | 11 | 11 | 27 | 40  | -13 |
|  | 11.  | Sibilla Juve      | 26 | 30 | 10 | 6  | 14 | 35 | 33  | +2  |
|  | 12.  | Giugliano         | 26 | 30 | 6  | 8  | 16 | 26 | 57  | -31 |
|  | 13.  | Ilva Bagnolese    | 19 | 30 | 7  | 5  | 18 | 28 | 57  | -29 |
|  | 14.  | Juvenes           | 18 | 29 | 4  | 10 | 15 | 21 | 32  | -11 |
|  | 15.  | Quarto            | 16 | 28 | 4  | 8  | 16 | 28 | 42  | -14 |
|  | 16.  | Sanfeliciana (-1) | 8  | 30 | 3  | 3  | 24 | 18 | 107 | -89 |

Legenda:
      Promosso in Serie D 1969-1970.
      Retrocesso in  Prima Categoria 1969-1970.
Regolamento:
Due punti a vittoria, uno a pareggio, zero a sconfitta.
Note:
Sanfeliciana ha scontato 1 punto di penalizzazione in classifica per una rinuncia.

### Girone B

#### Squadre partecipanti
| Club                   | Città                     |
| ---------------------- | ------------------------- |
| Pol. Acerrana          | Acerra (NA)               |
| U.S. Agropoli          | Agropoli (SA)             |
| G.S. Bertoni Lampara   | Battipaglia (SA)          |
| U.S. Cavese            | Cava de' Tirreni (SA)     |
| G.S. Ebolitano         | Eboli (SA)                |
| S.S. Ercolanese        | Ercolano (NA)             |
| S.S. Leonida Gragnano  | Gragnano (NA)             |
| U.S. Mariglianese      | Marigliano (NA)           |
| A.S. Palmese           | Palma Campania (NA)       |
| G.S. Pomigliano        | Pomigliano d'Arco (NA)    |
| S.S. Portici           | Portici (NA)              |
| U.S. Pro Salerno       | Salerno                   |
| Pol. Rocchese          | Roccapiemonte (SA)        |
| S.C. Sapri             | Sapri (SA)                |
| S.C. Sarnese           | Sarno (SA)                |
| S.S. Vis Sanseverinese | Mercato San Severino (SA) |

#### Classifica finale
|  | Pos. | Squadra           | Pt | G  | V  | N  | P  | GF | GS | DR  |
|  | ---- | ----------------- | -- | -- | -- | -- | -- | -- | -- | --- |
|  | 1.   | Portici           | 54 | 30 | 24 | 6  | 0  | 70 | 13 | +57 |
|  | 2.   | Cavese            | 40 | 30 | 14 | 12 | 4  | 48 | 19 | +29 |
|  | 3.   | Pro Salerno       | 39 | 30 | 16 | 7  | 7  | 44 | 27 | +17 |
|  | 4.   | Leonida Gragnano  | 36 | 29 | 12 | 12 | 5  | 45 | 22 | +23 |
|  | 5.   | Sarnese           | 33 | 30 | 11 | 11 | 8  | 24 | 19 | +5  |
|  | 6.   | Rocchese          | 28 | 30 | 9  | 10 | 11 | 28 | 39 | -11 |
|  | 7.   | Mariglianese      | 27 | 30 | 9  | 9  | 12 | 23 | 30 | -7  |
|  | 8.   | GS Ebolitano      | 27 | 30 | 9  | 9  | 12 | 27 | 40 | -13 |
|  | 9.   | Pomigliano        | 27 | 30 | 11 | 5  | 14 | 24 | 44 | -20 |
|  | 10.  | Acerrana          | 26 | 30 | 9  | 8  | 13 | 22 | 28 | -6  |
|  | 11.  | Sapri (-1)        | 25 | 30 | 9  | 8  | 13 | 30 | 35 | -5  |
|  | 12.  | Agropoli          | 25 | 30 | 7  | 11 | 12 | 33 | 39 | -6  |
|  | 13.  | Ercolanese        | 24 | 30 | 8  | 8  | 14 | 29 | 36 | -7  |
|  | 14.  | Palmese           | 24 | 29 | 9  | 6  | 14 | 20 | 34 | -14 |
|  | 15.  | Bertoni Lampara   | 23 | 30 | 7  | 9  | 14 | 21 | 38 | -17 |
|  | 16.  | Vis Sanseverinese | 17 | 30 | 5  | 7  | 18 | 14 | 43 | -29 |

Legenda:
      Promosso in Serie D 1969-1970.
      Retrocesso in  Prima Categoria 1969-1970.
Regolamento:
Due punti a vittoria, uno a pareggio, zero a sconfitta.
Note:
Sapri ha scontato 1 punto di penalizzazione in classifica per una rinuncia.

## Puglia
Il C.R. Puglia inaugurò il campionato di Promozione nella stagione 1970-1971.

## Basilicata
In Basilicata primo campionato di Promozione fu disputato nella stagione 1976-1977.

## Calabria
In Calabria il primo campionato di Promozione fu disputato nella stagione 1970-1971.

## Sicilia
Il C.R. Sicilia inaugurò il campionato di Promozione nella stagione 1970-1971.

## Sardegna

### Girone unico

#### Squadre partecipanti
| Club               | Città                  |
| ------------------ | ---------------------- |
| U.S. Arborea       | Arborea (CA)           |
| U.S. Arbus         | Arbus (CA)             |
| Pol. Bonorva       | Bonorva (SS)           |
| C.S. Bosa          | Bosa (CA)              |
| S.S.R. Decimoputzu | Decimoputzu (CA)       |
| Pol. Ferrini       | Cagliari               |
| Pol. Gennargentu   | Cagliari               |
| U.S. Guspini       | Guspini (CA)           |
| Pol. Iglesias      | Iglesias (CA)          |
| Pol. Ilvarsenal    | La Maddalena (SS)      |
| G.S. Luisiana      | Arzachena (SS)         |
| A.S. Macomer       | Macomer (NU)           |
| S.S. Oschirese     | Oschiri (SS)           |
| S.C. Ozierese      | Ozieri (SS)            |
| U.S. Palau         | Palau (SS)             |
| A.C.R. Sant'Elena  | Quartu Sant'Elena (CA) |

### Classifica finale
|  | Pos. | Squadra          | Pt | G  | V  | N  | P  | GF | GS | DR  |
|  | ---- | ---------------- | -- | -- | -- | -- | -- | -- | -- | --- |
|  | 1.   | Iglesias         | 40 | 30 | 15 | 10 | 5  | 47 | 24 | +23 |
|  | 2.   | Luisiana         | 37 | 30 | 14 | 9  | 7  | 31 | 20 | +11 |
|  | 3.   | Ilvarsenal       | 37 | 30 | 13 | 11 | 6  | 36 | 18 | +18 |
|  | 4.   | Guspini          | 36 | 30 | 14 | 8  | 8  | 31 | 19 | +12 |
|  | 5.   | Bonorva          | 32 | 30 | 13 | 6  | 11 | 38 | 37 | +1  |
|  | 6.   | Arbus            | 32 | 30 | 12 | 8  | 10 | 31 | 44 | -13 |
|  | 7.   | Palau            | 31 | 30 | 12 | 7  | 11 | 36 | 32 | +4  |
|  | 8.   | Oschirese        | 31 | 30 | 13 | 5  | 12 | 31 | 34 | -3  |
|  | 9.   | Macomer          | 28 | 30 | 8  | 12 | 10 | 29 | 24 | +5  |
|  | 10.  | Bosa             | 27 | 30 | 6  | 15 | 9  | 26 | 27 | -1  |
|  | 11.  | Arborea          | 26 | 30 | 9  | 8  | 13 | 26 | 32 | -6  |
|  | 12.  | Sant'Elena       | 25 | 30 | 10 | 5  | 15 | 22 | 35 | -13 |
|  | 13.  | Decimoputzu      | 25 | 30 | 6  | 13 | 11 | 30 | 32 | -2  |
|  | 14.  | Gennargentu      | 25 | 30 | 7  | 11 | 12 | 20 | 31 | -11 |
|  | 15.  | Ferrini Cagliari | 24 | 30 | 7  | 10 | 13 | 34 | 33 | +1  |
|  | 16.  | Ozierese         | 24 | 30 | 8  | 8  | 16 | 25 | 36 | -11 |

### Libri
- Annuario F.I.G.C. 1968-1969 - Roma (1969), conservato presso:
  - tutti i Comitati Regionali F.I.G.C.-L.N.D.;
  - la Lega Nazionale Professionisti;
  - Biblioteca Nazionale Centrale di Firenze.
- Antenisco Gianotti, Sergio Braghini e Lucio Gerlin, Almanacco del calcio regionale Trentino Alto Adige, Bolzano, Edizioni G&G, 1993.
- Pietro Serina, Bergamo in campo 1905-1994 : il nostro calcio, i suoi numeri, Zanica (BG), L'Impronta Edizioni,  pp. 165-170. conservato presso le Biblioteche: Nazionale Braidense di Milano, "Angelo Mai" di Bergamo-Città Alta e Nazionale Centrale di Firenze.
- Dai "Prati di Caprara" a "Internet" un cammino lungo 90 anni (C.R.Emilia-Romagna dal 1910 al 2000) di Daniele Cacozza (Bologna 31 dicembre 2000) scaricabile online in formato pdf qui.
- C.R. Lazio una storia lunga 95 anni di Roberto Avantaggiato e Rolando Mignini edito il 31 ottobre 2004 dal Comitato Regionale Lazio della F.I.G.C. Lega Nazionale Dilettanti.
- Pier Giorgio Maggiora, Storia dell'Unione Sportiva Valenzana.
- Gianluigi Raffo e Carlo Fontanelli, L'Unione che forza! - 90 anni con l'U.S. Lavagnese, Geo Edizioni S.r.l..
- Alessandro Orrù, Carlo Fontanelli e Iano Caporali, Un secolo di pallone in laguna, Geo Edizioni S.r.l..
- Paolo Buonanno, 85 anni di calcio a Giugliano, Una storia in gialloblu, Giugliano in Campania, Abbiabbè, 2013,  p. 122.

### Giornali
- Archivio della Gazzetta dello Sport, stagione 1967-1968, consultabile presso le Biblioteche:
  - Biblioteca Nazionale Braidense di Milano;
  - Biblioteca Nazionale Centrale di Firenze;
  - Biblioteca Nazionale Centrale di Roma;
  - Biblioteca Civica Berio di Genova;
  - e presso Emeroteca del C.O.N.I. di Roma (non è online ma è da consultare in sede).